# Spičák
Spičák är ett berg i Tjeckien. Det ligger i den nordvästra delen av landet, 80 km norr om huvudstaden Prag. Toppen på Spičák är 724 meter över havet, eller 144 meter över den omgivande terrängen. Bredden vid basen är 3,4 km.
Terrängen runt Spičák är varierad.Runt Spičák är det ganska tätbefolkat, med 129 invånare per kvadratkilometer. Närmaste större samhälle är Ústí nad Labem, 15,7 km sydost om Spičák. Omgivningarna runt Spičák är en mosaik av jordbruksmark och naturlig växtlighet.